# Spomenici Kraljevine Asturije
Spomenici Ovieda i Kraljevine Asturije je zajednički naziv za građevine koje su UNESCO-ova svjetska baština zbog jedinstvene arhitektonske vrijednosti španjolske predromanike koja je odigrala značajnu ulogu u razvoju vjerskih građevina na Pirenejskom poluotoku. Naime, samo je malena Kraljevina Asturija je u 9. stoljeću očuvala plamen kršćanstva na poluotoku. Njihova inovativna arhitektura je doživjela vrhunac u djelima u i oko njihove prijestolnice, grada Ovieda. S njima je povezan i čudesno suvremen hidraulički inženjerski sustav, La Foncalada.
Sve u svemu, ove Asturijske konstrukcije malih dimenzija s ukupnom površinom od 815,72 m² odgovaraju gotovo svim karakteristikama europske arhitekture tog vremena: koegzistencija različitih vrsta dizajna, određena prostorna separacija (vidljiva izvana), uporaba materijala sličnih kamuflaži, poprilično mračni interijeri i heterogeni ukrasi temeljeni na ornamentici kasne antike. Ove karakteristike su nastale najvećim dijelom zahvaljujući njihovim promicateljima, malim redovničkim zajednicama.

## Popis lokaliteta
| ID      | Slika | Ime                                                                   | Površina | Lokacija     | Koordinate                                   | Odlike |
| ------- | ----- | --------------------------------------------------------------------- | -------- | ------------ | -------------------------------------------- | --- |
| 312-001 |       | Sveti Mihovil od Lilla (San Miguel de Lillo)                          | 0,009 ha | Oviedo       | 43°13′30″N 5°31′34″W / 43.224920°N 5.52610°W | Malena crkva iz 9. st. je izvorno imala tlocrt trobrodne bazilike s bačvastim svodom, ali je potres u 12. st. srušio sve osim danas očuvanog zapadnog, tj. ulaznog dijela crkve i izvanredne oltarne pregrade isklesane iz jednog jedinog komada kamena. |
| 312-002 |       | Crkva sv. Marije od Naranca (Santa María del Naranco)                 | 0,13 ha  | Oviedo       | 43°13′28″N 5°30′57″W / 43.2244°N 5.515780°W  | Dvorana iz 9. st. koja je služila kao crkva, ali i kao palača kralja Ramira I. na obroncima planine Naranco, samo 100 m od crkve San Miguel de Lillo. Njezina konstrukcijska rješenja poput bačvastog svoda čiji lukovi odgovaraju vanjskim kontraforima, čine ju pretečom romaničke arhitekture. Vanjski ukrasi i lukovi naglašavaju njezinu vertikalnost.      |
| 312-003 |       | Crkva sv. Kristine od Lena (Santa Cristina de Lena)                   | 0,01 ha  | Pola de Lena | 43°44′17″N 5°29′07″W / 43.738°N 5.48514°W    | Crkva se nalazi u općini Lena, 25 km južno od Ovieda. Tlocrt joj je jednobrodne kvadratične bazilike s bačvastim svodom i četiri manje kvadratične prostorije koje se nalaze na polovici svake strane čineći oblik križa. Njena jedinstvenost je i uzdignuti prezbiterij iza oltara.                                                                             |
| 312-004 |       | Sveta soba Ovieda (Cámara Santa de Oviedo)                            | 0,003 ha | Oviedo       | 43°12′52″N 5°30′13″W / 43.21454°N 5.50349°W  | Poznata i kao Kapela sv. Mihovila, izgrađena je u 9. st. kao dvorska kapela kralja Alfonsa II. u Crkvi sv. Spasitelja koja je srušena u 14. st. kako bi se izgradila gotička Katedrala Ovieda, čija je danas dio. U njoj se od 9. st. čuvaju dragulji i relikvije od kojih su neki doneseni iz Toleda nakon pada Vizigotskog kraljevstva, a drugi iz Jeruzalema. |
| 312-005 |       | Bazilika sv. Julija od Pradosa (Basilica of San Julián de los Prados) | 0,05 ha  | Oviedo       | 43°13′26″N 5°30′06″W / 43.2238°N 5.50159°W   | Crkvu je za kralja Alfonsa II. izgradio arhitekt Tioda oko 830. god. Prostrana crkva ima tlocrt trostrane bazilike s bačvastim svodom od polukružnih lukova, te transept zavidne visine. Ikonostas koji odvaja prezbiterij iznenađujuće podsjeća na starorimski slavoluk.                                                                                        |
| 312-006 |       | La Foncalada                                                          | 0,001 ha | Oviedo       | 43°12′56″N 5°30′16″E / 43.21550°N 5.50456°E  | Ovu česmu pitke vode odmah izvan zidina grada Ovieda dao je izgraditi kralj Alfons II. u 9. st. Ona je jedini sačuvani primjer svjetovne arhitekture iz ranog srednjeg vijeka. Izgrađena je iznad prirodnog izvora kao četvrtasta nadsvođena kapela 4 m širine okrunjena asturijskim kraljevskim simbolom pobjedničkog križa.                                    |

## Vanjske poveznice
- UNESCOva službena karta lokaliteta
- Arhivirana inačica izvorne stranice od 6. listopada 2012. (Wayback Machine)